# Elecciones federales de Australia de 1937
La elección federal de Australia de 1937 para elegir a los miembros de la Cámara de Representantes de Australia del Parlamento de Australia se celebró el 23 de octubre de 1937. La Coalición de Joseph Lyons ganó un gobierno mayoritario, derrotando a los Partido Laborista de John Curtin. Esta coalición estaba formada por el Partido Unido de Australia y el Partido del País.
En estas elecciones, el Partido del País, socio minoritario de la Coalición liberal-nacional, obtuvo su mejor resultado en la cámara baja. El Partido Laborista consiguió reunificarse con la sección laborista disidente de Nueva Gales del Sur, liderada por Jack Lang. Aunque los laboristas aumentaron su representación en la Cámara de Representantes, la Coalición liberal-nacional mantuvo su amplia mayoría. En cuanto a los Estados de Australia, la Coalición ganó en todos los Estados excepto Tasmania, el único Estado en el que vencieron los laboristas. Además de la Cámara de Representantes (la cámara baja del Parlamento de Australia), también se eligieron 19 de los 36 miembros del Senado.